# 817
817 је била проста година.

## Догађаји
- Википедија:Непознат датум — Владавина династије Абасида у Багдаду.

- Лето – Цар Луј I издаје Ordinatio Imperii, царски декрет којим се износе планови за уређено наслеђивање. Он дели Франачко царство међу своја три сина: Лотар, најстарији, проглашен је за савладара у Ахену и постаје владар своје браће. Добија власт над Бургундијом (укључујући немачке и галске делове). Пипин, други син, проглашен је за краља Аквитаније и добија Гаскоњу (укључујући покрајину око Тулуза и делове Септиманије); Луј (најмлађи син) проглашен је за краља Баварске и добија власт над Источном Франачком.
- Принца Гримоалда IV убија завера ломбардских племића који су се борили за његов престо. Наследио га је Сико као владар Беневента (Јужна Италија), који је приморан да плаћа годишњи данак од 7.000 солида Лују I.
- Зијадат Алах I постаје трећи аглабидски емир Ифрикије (данашњег Туниса). Током његове владавине, однос између династије Аглабида и арапских трупа остаје затегнут.
- 24. јануар – Папа Стефан IV умире у Риму након 7-месечне владавине, а наследи га папа Паскал I као 98. папа Рима.
- Ахенски синод: Сабор усваја капитулар монашки, који садржи бенедиктинска правила монашког живота у франачком краљевству.

## Смрти
- Папа Стефан IV – римски папа.
- Свети Теофан Исповедник – византијски историчар.